# Células HEK 293

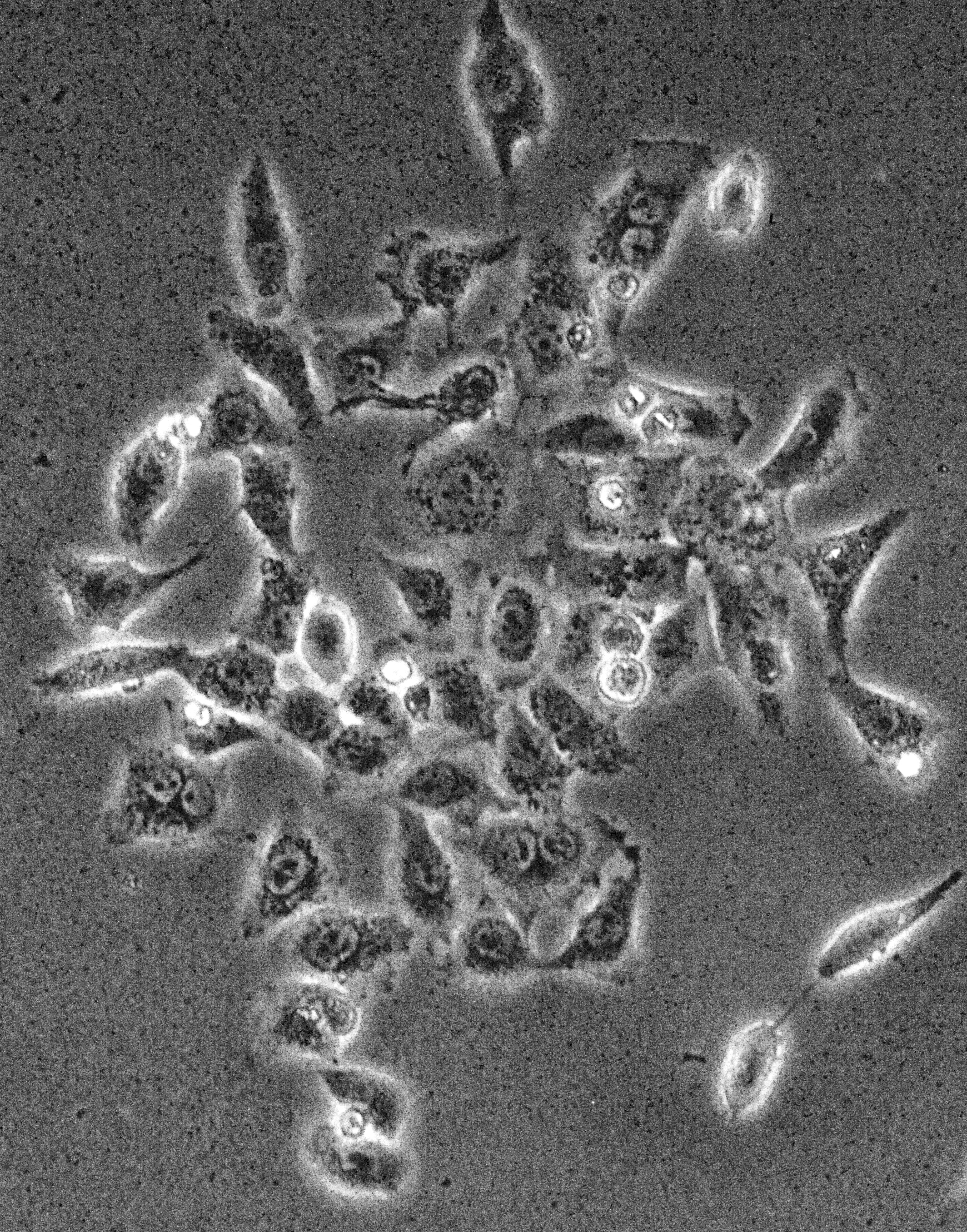
Células HEK 293 cultivadas durante varios días en medio de cultivo estándar. Células e imagen de EnCor Inc. de Biotecnología

Las células embrionarias de riñón humano 293, también conocidas como HEK 293, HEK-293 o, de forma menos precisa, células HEK, son una línea celular proveniente de células de riñón de embrión humano. Estas células son muy sencillas de cultivar y se transfectan fácilmente, por lo que se han usado ampliamente durante muchos años para la investigación en biología celular. Además, se utilizan también en la industria biotecnológica para producir virus y proteínas para terapia génica.

## Origen
Las HEK-293 se generaron en 1973 por transformación de cultivos de riñón embrionario humano normal con ADN de adenovirus 5 en el laboratorio holandés Alex van der Eb's. Las células embrionarias de riñón fueron obtenidas por un feto aparentemente sano abortado de forma legal bajo la ley alemana. La identidad de la madre, la razón y detalles de cómo ocurrió aborto son desconocidas. Las células fueron originalmente cultivadas por el propio Van der Eb, y la transformación con adenovirus fue realizada por Frank Graham, en ese entonces realizando un post-doc en el laboratorio de Van der Eb. Este procedimiento fue publicado en 1977 después de que Graham abandonara el laboratorio para ir a la universidad McMaster en Canadá. El número 293 proviene del hábito de Graham de numerar sus experimentos, y este clon celular simplemente fue un producto de su experimento número 293. Es interesante remarcar que Graham realizó la transformación en ocho ocasiones y solo consiguió un clon de células que se podían cultivar durante varios meses. Después de adaptar las células desde este clon finalmente consiguió desarrollar la línea estable HEK 293.
El análisis subsiguiente ha mostrado que la transformación se consiguió por una inserción de ~4.5 kilobases del brazo izquierdo del genoma viral, que estaba incorporado al cromosoma humano 19.
Durante muchos años se ha asumido que las células HEK 293 se generaron por la transformación de fibroblastos, endotelio o epiteliales, todas ellas abundantes en riñón. De cualquier manera, la transformación original con el adenovirus fue muy deficiente, lo cual sugiere que la célula que finalmente dio lugar a la línea HEK 293 es inusual en algún aspecto. De hecho, Graham y sus colegas encontraron evidencia de que esta línea y otras líneas celulares obtenidas por transformación con adenovirus de células de riñón embrionario humano tienen muchas propiedades de neuronas inmaduras, sugiriendo que los adenovirus transforman de forma preferente al linaje neuronal en el cultivo original de riñón. Un estudio de los genomas y transcriptomas de las HEK 293 y otras cinco líneas celulares derivadas ha aportado bastante información acerca de estas células. Tras estos estudios, hay indicios que apuntan a que probablemente las células HEK 293 fueran un precursor embriónico adrenal y no propiamente renal. Como consecuencia, las células HEK 293 no deberían ser utilizadas como un modelo in Vitro de células de riñón.
Las células HEK 293 tienen un cariotipo muy complejo, mostrando dos o más copias de cada cromosoma y con una moda cromosomal de 64. Han sido descritas como hipotriploides, conteniendo menos de tres veces el número de chromosomas de una célula diploide humana normal. Las anormalidades cromosómicas incluyen un total de 3 copias para el cromosoma X, y cuatro para el cromosoma 17 y el cromosoma 22. La presencia de múltiples cromosomas X y la ausencia de cromosoma Y sugiere que el feto original era una niña.

## Aplicaciones

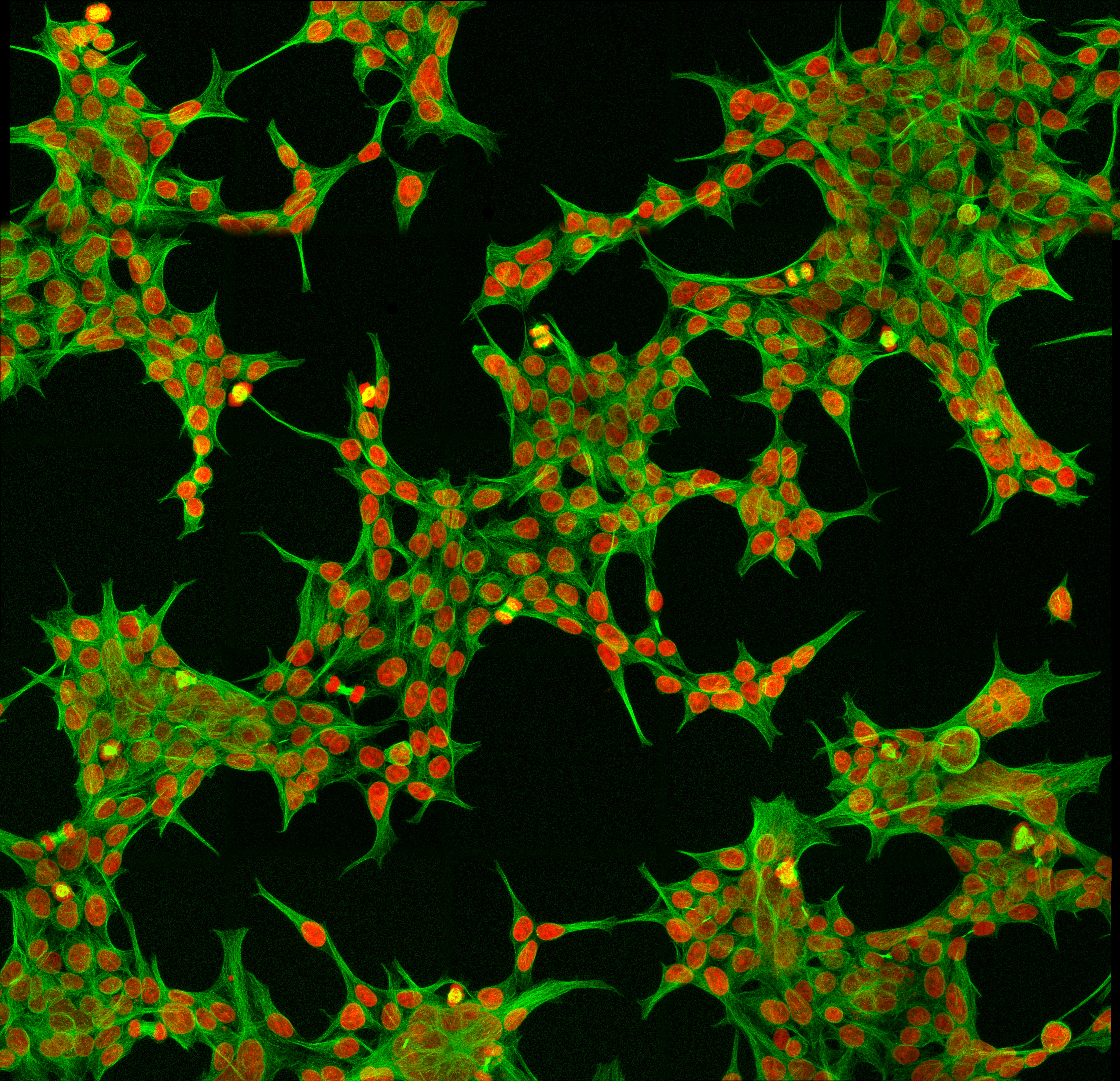
Células HEK 293 en inmunofluorescencia

El cultivo y la transfección de las HEK 293 es relativamente sencillo, por lo que han sido ampliamente utilizadas como hospedadores para expresión génica. Típicamente, estos experimentos involucran la transfección de un gen de interés (o una combinación de los mismos) para luego analizar la expresión proteica. El amplio uso de esta línea celular es debido a la extrema transfectabilidad por medio de varias técnicas, incluyendo el método del fosfato de calcio, alcanzando eficiencias que se acercan al 100%.
Los ejemplos de tales experimentos incluyen:
- Un estudio de los efectos de un fármaco sobre los canales de sodio[7]
- Probando un sistema de inducción por ARN interferente[8]
- Probando agonistas selectivos para isoformas de la Proteína Cinasa C[9]
- Investigación de la interacción entre dos proteínas[10]
- Análisis de una señal de exportación nuclear en una proteína[11]

Un uso más específico para las células HEK 293 es la propagación de vectores adenovirales. Los virus ofrecen una excelente capacidad para introducir genes en las células, dado que han evolucionado precisamente para eso, y por ello son una gran herramienta experimental. 
Una variante importante de estas células es la línea 293T, que contienen el antígeno-T largo de SV40, que permite la replicación episomal de plásmidos transfectados que contienen el origen de replicación del SV40, gracias a lo cual se pueden amplificar plasmidos transfectados y extender su expresión a lo largo del tiempo, lo cual también se hace con células HeLa, entre otras.